# Oliarus mameti
Oliarus mameti är en insektsart som beskrevs av Synave 1961. Oliarus mameti ingår i släktet Oliarus och familjen kilstritar. Inga underarter finns listade i Catalogue of Life.